# Renée Carl
Renée Henriette Emilie Grolleau, coneguda com Renée Carl (Fontenay-le-Comte, 10 de juny de 1875-París, 31 de juliol de 1954) va ser una actriu i directora cinematogràfica francesa, activa principalment en l'època del cinema mut.

## Biografia
El seu veritable nom era Renée Henriette Emilie Grolleau, i va néixer a Fontenay-le-Comte, França. En els seus inicis va formar part de l'elenc d'intèrprets de la productora Gaumont Film Company, actuant sota la direcció de Louis Feuillade. En la seva carrera, iniciada en 1907, va rodar prop de dos-cents films. Entre 1910 i 1913 va encarnar al personatge de la mare en la sèrie de cintes de Bébé, interpretades pel joveníssim René Dary, un actor infantil molt popular a França els curtmetratges del qual van ser distribuïts per Gaumont també als Estats Units.
En 1922 Renée Carl va aparèixer com a directora de Un cri dans l'abîme, film que també va interpretar i va escriure.
Renée Carl va morir en París, França, en 1954, als 79 anys d'edat.

## Filmografia

### Actriu
- Le Récit du colonel, de Louis Feuillade (1907)
- La Puce
- Lucrèce, de Louis Feuillade (1908)
- L'Orpheline, de Louis Feuillade (1908)
- L'Incendiaire, de Louis Feuillade (1908)
- Le Secret du glacier
- Rayons et Ombres, de Louis Feuillade (1909)
- Matelot, de Louis Feuillade (1909)
- La Sentimentalité de Madame Bernard, de Louis Feuillade (1909)
- La Légende de l'imagier, de Louis Feuillade (1909)
- L'Idée du pharmacien, de Louis Feuillade (1909)
- Les Vipères, de Louis Feuillade (1909)
- Le Fou, de Louis Feuillade (1909)
- Le Collier de la reine, de Étienne Arnaud y Louis Feuillade (1909)
- La Vengeance posthume du Dr. William, de Louis Feuillade (1909)
- La Mort de sire de Framboisy, de Louis Feuillade (1909)
- La Lettre anonyme, de Louis Feuillade (1909)
- La Fiancée du batelier, de Louis Feuillade (1909)
- La Bouée, de Louis Feuillade (1909)
- La Chasse au bois hanté, de Louis Feuillade (1909)
- La Boîte de Pandore, de Louis Feuillade (1909)
- La Bague, de Louis Feuillade (1909)
- Les Heures: l'aube, l'aurore, de Louis Feuillade (1909)
- Les Heures: le matin, le jour, de Louis Feuillade (1909)
- Les Heures: le midi, la vesprée, le crépuscule, de Louis Feuillade (1909)
- Les Heures: le soir, la nuit, de Louis Feuillade (1909)
- Idylle corinthienne, de Louis Feuillade (1909)
- La Mère du moine, de Louis Feuillade (1909)
- Judith et Holopherne, de Louis Feuillade (1909)
- La Possession de l'enfant, de Louis Feuillade (1909)
- La Mort de Mozart, de Étienne Arnaud i Louis Feuillade (1909)
- La Légende des phares, de Louis Feuillade (1909)
- La Chatte métamorphosée en femme, de Louis Feuillade (1909)
- Les Filles du cantonnier, de Louis Feuillade (1909)
- La Cigale et la Fourmi, de Louis Feuillade (1909)
- Le Pain quotidien, de Louis Feuillade (1910)
- Le Lys d'or, de Louis Feuillade i Léonce Perret (1910)
- Le Festin de Balthazar, de Louis Feuillade (1910)
- L'Œuvre accomplie, de Louis Feuillade (1910)
- L'Aventurière, de Louis Feuillade (1910)
- Le Secret du corsaire rouge, de Louis Feuillade (1910)
- La Fin de Paganini, de Louis Feuillade (1910)
- La Légende de Daphné, de Louis Feuillade (1910)
- Maudite soit la guerre, de Louis Feuillade (1910)
- L'Exode, de Louis Feuillade (1910)
- Le Roi de Thulé, de Louis Feuillade (1910)
- Mater dolorosa, de Louis Feuillade (1910)
- La Nativité, de Louis Feuillade (1910)
- La Faute d'une autre, de Louis Feuillade (1910)
- 1814, de Louis Feuillade (1910)
- Bébé Apache, de Louis Feuillade (1910)
- La Trouvaille de Bébé, de Louis Feuillade (1910)
- Bébé pêcheur, de Louis Feuillade (1910)
- Bébé fume, de Louis Feuillade (1910)
- Le Bracelet de la marquise, deLouis Feuillade (1911)
- Marie Stuart et Rizzio, de Louis Feuillade (1911)
- L'Héritage du demi-solde, de Louis Feuillade (1911)
- Le Tyran de Syracuse, de Louis Feuillade (1911)
- Les Yeux clos, de Louis Feuillade (1911)
- Le Fils de la reine aveugle, de Louis Feuillade (1911)
- Le Crime inutile, de Louis Feuillade (1911)
- La Suspicion, deLouis Feuillade (1911)
- La Lettre égarée, de Louis Feuillade (1911)
- Flore et Zéphir, de Louis Feuillade (1911)
- André Chénier, de Étienne Arnaud y Louis Feuillade (1911)
- Dans la vie, de Léonce Perret y Louis Feuillade (1911)
- Le Fils de Locuste, de Louis Feuillade (1911)
- Les Doigts qui voient, de Louis Feuillade i Georges-André Lacroix (1911)
- La Lettre aux cachets rouges, de Louis Feuillade (1911)
- Sous le joug, de Louis Feuillade (1911)
- La Fille du juge d'instruction, de Louis Feuillade (1911)
- Bébé protège sa soeur, de Louis Feuillade (1911)
- Le Noël de Bébé, de Louis Feuillade (1911)
- Bébé pratique le jiu-jitsu, de Louis Feuillade (1911)
- Le Château de la peur, de Louis Feuillade (1912)
- Bébé et ses grands-parents, de Louis Feuillade (1912)
- C'est Bébé qui boit le muscat, de Louis Feuillade (1912)
- Un drame au Pays Basque, de Louis Feuillade (1913)
- La Tirelire de Bout de Zan, de Louis Feuillade (1913)
- Une aventure de Bout de Zan, de Louis Feuillade (1913)
- Un scandale au village, de Louis Feuillade i Maurice Mariaud (1913)
- Les Ananas, de Louis Feuillade (1913)
- La Vengeance du sergent de la ville, de Louis Feuillade (1913)
- Juve contre Fantômas, de Louis Feuillade (1913)
- Les Lettres, de Louis Feuillade (1914)
- Severo Torelli, de Louis Feuillade (1914)
- Le Calvaire, de Louis Feuillade (1914)
- L'Angoisse au foyer, de Louis Feuillade (1915)
- Aimer, pleurer, mourir, de Léonce Perret (1915)
- Les Vampires, de Louis Feuillade (1915)
- Les Vampires: Les Yeux qui fascinent, de Louis Feuillade (1916)
- Un cri dans l'abîme, de Renée Carl (1922)

### Directora
- Un cri dans l'abîme (1922)